# Заводський (Тюменцевський район)
Заводськи́й (рос. Заводской) — селище у складі Тюменцевського району Алтайського краю, Росія. Адміністративний центр Заводської сільської ради.

## Населення
Населення — 438 осіб (2010; 595 у 2002).
Національний склад (станом на 2002 рік):
- росіяни — 94 %